# Izee
Izee az Amerikai Egyesült Államok északnyugati részén, Oregon állam Grant megyéjében elhelyezkedő önkormányzat nélküli település.
Nevét az I. Z. monogramú állattenyésztőről kapta. Az iskola és a közösségi ház ma is állnak.
Az 1889. november 6-a és 1954. július 31-e között működő posta első vezetője Carlos W. Bonham volt.

## Fordítás
- Ez a szócikk részben vagy egészben  az   Izee, Oregon című angol Wikipédia-szócikk ezen változatának fordításán alapul.  Az eredeti cikk szerkesztőit annak laptörténete sorolja fel. Ez a jelzés csupán a megfogalmazás eredetét és a szerzői jogokat jelzi, nem szolgál a cikkben szereplő információk forrásmegjelöléseként.